# Ptygura melicerta
Ptygura melicerta är en hjuldjursart som beskrevs av Ehrenberg 1832. Ptygura melicerta ingår i släktet Ptygura och familjen Flosculariidae. Arten är reproducerande i Sverige.

## Underarter
Arten delas in i följande underarter:
- P. m. ctenoida
- P. m. melicerta